# Christian Bernhofer
Christian Bernhofer (* 16. November 1954 in Dresden) ist ein österreichischer Meteorologe. Er ist Klimaforscher, Hochschullehrer und war u. a. Sprecher des Dresdner Kompetenzzentrums Wasser (DKW) und Sprecher des Klimanetzwerkes Sachsen (KliNeS).

## Wissenschaftliche Laufbahn
Bernhofer studierte von 1973 bis 1980 Meteorologie und Botanik an der Universität Wien und absolvierte dort sein Doktoratsstudium von 1977 bis 1980 am Institut für Meteorologie und Botanik. Seine Promotion zum Dr. phil. erfolgte 1980 mit einer Arbeit zum Wiener Stadtklima. Anschließend war er in Wien bis 1982 Angestellter der Zentralanstalt für Meteorologie und Geodynamik (ZAMG) und danach bis 1993 Universitätsassistent am Institut für Meteorologie und Physik der Universität für Bodenkultur (BOKU). Er absolvierte 1983 einen Post-doc-Aufenthalt an der Colorado State University, Atmospheric Sciences (Fort Collins, Colorado, USA). Von 1990 bis 1996 war er als Lektor an der Universität Wien tätig. 1993 habilitierte er sich mit der Lehrberechtigung für Angewandte Meteorologie an der BOKU als Universitäts-Dozent.
Bernhofer wurde 1993 Professor und Leiter der Meteorologie am Institut für Hydrologie und Meteorologie der Technischen Universität Dresden in Tharandt. Dort war er auch Studiendekan der Fachrichtung Wasserwesen (1997–2009), Sprecher des Kompetenzzentrums Wasser (2003–2014) und Prodekan der Fakultät Umweltwissenschaften (2009–2020).
Seit 2010 ist er Direktor des Instituts für Hydrologie und Meteorologie der TU Dresden.
Er war außerdem Sprecher des Klimanetzwerkes Sachsen (2012–2016) und Koordinator des International Master Course in Hydro Science and Engineering. Er ist Mitglied des Editorial Boards von Theoretical and Applied Climatology und Agricultural and Forest Meteorology.
Bernhofer ist verheiratet und hat zwei Kinder.

## Schwerpunkte in Lehre und Forschung
Bernhofers Forschungsschwerpunkte sind regionale Klimaanalyse und Klimawandel, Rückkopplungen im Klimasystem und der Einfluss der Landnutzung auf den Wasser- und Kohlenstoffhaushalt.
Besonders wichtig ist ihm das Erkennen von Wechselwirkungen zwischen den Komponenten des Systems (Wasser- und Kohlenstoffhaushalt, Landnutzung und atmosphärische Grenzschicht) unter besonderer Berücksichtigung des objektiven Messens von Umweltvariablen, der Standardisierung von Messungen im internationalen Vergleich, um den Austausch von Daten in globalen Netzen zu ermöglichen. Er wirbt für eine nachhaltige Entwicklung und die Betrachtung von Gesamtbilanzen bei der Einschätzung von menschlichen Einflüssen auf das Ökosystem (ökologischer Fußabdruck).
Bernhofer konzipierte an der TU Dresden den Studiengang „Hydro Science and Engineering“ und engagierte sich für die Universität der Vereinten Nationen UNU FLORES in Dresden.
Im Austausch der Forschung mit der Öffentlichkeit machte er sich früh um die Berücksichtigung des regionalen Klimawandels verdient, insbesondere über die Diagnose rezenter Klimaänderungen, und etablierte eine Zusammenarbeit zwischen Universität und lokalen Behörden. Über die Lehre an der Universität hinaus engagierte er sich für Bildung von Fachpublikum, Öffentlichkeit, sowie gesellschaftspolitisch in Sachen Klimawandel.
Ergebnisse seiner Lehr- und Forschungstätigkeit an der TU Dresden sind unter anderem verschiedene Messkampagnen, der Ausbau der Messungen im Tharandter Wald zum TU-Dresden-Flux-Cluster (z. B. FLUXNET, ICOS auch als Beitrag zum Landschaftsobservatorium Tharandt) und Arbeiten zur Schließungslücke der Energiebilanz an der Erdoberfläche, zur Verdunstung und Kohlenstoffhaushalt, zum Stadt- und Regionalklima, sowie zur Auswirkung des Geländes auf Strömungen. Er war Teil der DFG-Forschergruppe MAGIM (Einfluss der Beweidungsintensität auf Stoffflüsse in Graslandgebieten der Inneren Mongolei).

## Auszeichnungen
- 1992: Anton-Kurir-Preis der Universität für Bodenkultur Wien[3]
- 2012: Norbert Gerbier-Mumm International Award  der Weltorganisation für Meteorologie (WMO)[3]

## Publikationen
- Publikationsverzeichnis auf der Website der TU Dresden